# Carl Lilienberg
Carl Halvar Alexander Lilienberg, född den 13 juli 1868 i Stockholm, död där den 1 oktober 1958, var en svensk jurist. Han var son till Albert Lilienberg.
Lilienberg avlade mogenhetsexamen i Karlskrona 1889 och hovrättsexamen vid Uppsala universitet 1895. Efter tingstjänstgöring tjänstgjorde han som tillförordnad domhavande i skilda domsagor. Lilienberg var häradshövding i Västerbottens västra domsaga 1912–1927 och i Östersysslets domsaga 1927–1938. Han blev riddare av Nordstjärneorden 1923. Lilienberg vilar i sin familjegrav på Norra begravningsplatsen utanför Stockholm.